# 조지아 국가 올림픽 위원회
조지아 국가 올림픽 위원회(조지아어: საქართველოს ეროვნული ოლიმპიური კომიტეტი)는 조지아의 국가 올림픽 위원회이다. IOC 코드는 GEO이다. 본부는 트빌리시에 있으며 유럽 올림픽 위원회에 소속되어 있다.
1989년 10월 6일에 설립되었으며 1993년 9월 23일에 국제 올림픽 위원회의 승인을 받았다. 올림픽, 유러피언 게임을 비롯한 국제 스포츠 대회에 참가하는 조지아의 선수들을 대표한다.

## 같이 보기
- 올림픽 조지아 선수단